# Jane Greenwood
Pour les articles homonymes, voir Greenwood.
Jane Greenwood (née le 30 avril 1934) est une costumière britannique pour la scène, la télévision, le cinéma, l'opéra et la danse. Née à Liverpool, en Angleterre, elle travaille à la fois en Angleterre et aux États-Unis. Elle a été nommée vingt et une fois pour le Tony Award de la conception de costumes et a remporté le prix pour son travail sur The Little Foxes,.

## Biographie
Greenwood a fréquenté la Liverpool Art School  et la Central School of Arts and Crafts, puis a commencé à travailler à l' Oxford Playhouse, chargé du département des costumes. Elle a commencé à travailler dans la boutique de costumes Ray Diffen à New York en 1962. À New York, elle rencontre et épouse le scénographe et producteur Ben Edwards.
Le travail de Greenwood comprend la conception de plus de 100 productions, The Ballad of the Sad Cafe (1963), sa première pièce de Broadway, Hamlet avec Richard Burton (1964), 70, Girls, 70 (1971), Romantic Comedy (1979), I Hate Hamlet (1991), Les Sœurs Rosensweig (1993) et La Passion de Stephen Sondheim (1994).
En plus de ses nombreux crédits à Broadway, elle a conçu des costumes pour de nombreuses productions pour le Manhattan Theatre Club, récemment Accent on Youth (2009), Lincoln Center Theatre, récemment Belle Epoque, 2005, et The Roundabout Theatre Company, Waiting for Godot (2009). ), A Month in the Country (1994–95), nomination au Outer Critics Circle Award et She Loves Me (1992–93).
En Angleterre, elle a été nommée pour l'Olivier Award pour ses créations de costumes pour She Loves Me (1995).
Son travail à la télévision comprend plusieurs pièces de théâtre pour la télévision publique pour "The American Playhouse", des films conçus pour la télévision, tels que In the Gloaming, HBO (1997) et la mini-série Kennedy (1983).
Pour l'opéra, elle a conçu pour le Metropolitan Opera House, comme Ariadne en 1987. Pour la danse, elle a conçu les costumes originaux de la danse Night Creature d'Alvin Ailey (1974).
Elle enseigne à la Yale Drama School . Greenwood a reçu le prix Irene Sharaff du Theatre Development Fund pour l'ensemble de ses réalisations en 1998.
Greenwood a reçu le Tony Award 2014 pour l'ensemble de ses réalisations au théâtre. Les directeurs exécutifs de la Broadway League et de l'American Theatre Wing ont déclaré, en partie, "Elle a laissé une empreinte significative sur l'histoire de Broadway avec son talent artistique. Son travail a non seulement élevé l'art de la conception de costumes, mais a inspiré des générations de créateurs à venir."
En 2015, Greenwood a conçu les costumes pour les débuts à Broadway de la pièce d'Helen Edmundson, Thérèse Raquin.

## Prix
- Prix Lucille Lortel, (conception de costumes) Old Money (2001)
- Henry Hewes Design Award, (conception de costumes) Tartuffe (1965), The Heiress (1995), Sylvia (1995), Tartuffe (2003) [9]
- Prix Lucille Lortel, (conception de costumes) Sylvia (1996)
- American Theater Hall of Fame (2003)[10]
- Tony Award, Lifetime Achievement in the Theatre (2014)
- Tony Award, Meilleure conception de costumes pour une pièce The Little Foxes de Lillian Hellman (2017)
- Prix de design Henry Hewes, prix Ming Cho Lee pour l'ensemble de ses réalisations (2019)